# 278 (số)
278 (hai trăm bảy mươi tám) là một số tự nhiên ngay sau 277 và ngay trước 279.